# Lijst van voetbalinterlands Centraal-Afrikaanse Republiek - Sao Tomé en Principe
Deze lijst van voetbalinterlands is een overzicht van alle officiële voetbalwedstrijden tussen de nationale teams van de Centraal-Afrikaanse Republiek en Sao Tomé en Principe. De landen speelden tot op heden een keer tegen elkaar. Dat was een vriendschappelijk duel op 13 november 1999 tijdens een toernooi in Libreville (Gabon).

## Wedstrijden
| № | Plaats     | Datum            | Competitie        | Wedstrijd                                            | Uitslag |
| - | ---------- | ---------------- | ----------------- | ---------------------------------------------------- | ------- |
| 1 | Libreville | 13 november 1999 | Vriendschappelijk | Sao Tomé en Principe – Centraal-Afrikaanse Republiek | 0 – 3   |

## Samenvatting
| Competitie        | Totaal gespeeld | Winst Centr.-Afrik. Rep. | Gelijk | Winst Sao Tomé en Principe | Doelsaldo Centr.-Afrik. Rep. – Sao Tomé en Principe |
| ----------------- | --------------- | ------------------------ | ------ | -------------------------- | --------------------------------------------------- |
| Vriendschappelijk | 1               | 1                        | 0      | 0                          | 3 − 0                                               |
| Totaal            | 1               | 1                        | 0      | 0                          | 3 − 0                                               |

Wedstrijden bepaald door strafschoppen worden, in lijn met de FIFA, als een gelijkspel gerekend.
FCF · A-internationals · 
Centraal-Afrikaans vrouwenelftal
1960 – 1969 ·
1970 – 1979 ·
1980 – 1989 ·
1990 – 1999 ·
2000 – 2009 ·
2010 – 2019 ·
2020 − 2029
Algerije ·
Angola ·
Bhutan ·
Botswana ·
Burkina Faso ·
Burundi ·
Comoren ·
Congo-Brazzaville ·
Congo-Kinshasa ·
Egypte ·
Equatoriaal-Guinea ·
Ethiopië ·
Gabon ·
Gambia ·
Ghana ·
Guinee ·
Guinee-Bissau ·
Ivoorkust ·
Kaapverdië ·
Kameroen ·
Kenia ·
Lesotho ·
Liberia ·
Libië ·
Madagaskar ·
Mali ·
Malta ·
Marokko ·
Mauritanië ·
Mozambique ·
Nigeria ·
Oeganda ·
Papoea-Nieuw-Guinea ·
Rwanda ·
Sao Tomé en Principe ·
Senegal ·
Soedan ·
Tanzania ·
Togo ·
Tsjaad ·
Tunesië ·
Zimbabwe ·
Zuid-Afrika
FSF · 
Santomees vrouwenelftal
Interlands
Tegenstander:
Angola ·
Benin ·
Centraal-Afrikaanse Republiek ·
Congo-Brazzaville ·
Equatoriaal-Guinea ·
Ethiopië ·
Gabon ·
Ghana ·
Guinee-Bissau ·
Kaapverdië ·
Kameroen ·
Lesotho ·
Liberia ·
Libië ·
Madagaskar ·
Malawi ·
Marokko ·
Mauritius ·
Namibië ·
Nigeria ·
Oeganda ·
Sierra Leone ·
Soedan ·
Togo ·
Tsjaad ·
Tunesië ·
Zuid-Afrika ·
Zuid-Soedan